# Chrysothlypis salmoni
A Chrysothlypis salmoni  a madarak osztályának verébalakúak (Passeriformes) rendjébe és a tangarafélék (Thraupidae) családjába tartozó  faj.

## Rendszerezése
A fajt Philip Lutley Sclater angol ornitológus írta le 1869-ben, a Dacnis nembe Dacnis salmoni néven. Jegyezték Erythrothlypis salmoni néven is.

## Előfordulása
Dél-Amerika északnyugati részén, Ecuador és Kolumbia területén honos. Természetes élőhelyei a szubtrópusi és trópusi síkvidéki esőerdők és cserjések, valamint másodlagos erdők. Állandó, nem vonuló faj.

## Megjelenése
Átlagos testhossza 12 centiméter, a hím testtömege 10–14,5 gramm.

## Életmódja
Gyümölcsökkel és ízeltlábúakkal táplálkozik.

## Természetvédelmi helyzete
Az elterjedési területe nagyon nagy, egyedszáma pedig stabil. A Természetvédelmi Világszövetség Vörös listáján nem fenyegetett fajként szerepel.